# Капюшонники
Капюшонники, или лжекороеды (лат. Bostrichidae), — семейство насекомых из подотряда разноядных жуков.
Длиной до 15 мм. Внешне похожи на короедов. Голова прикрыта переднеспинкой, как капюшоном (отсюда название). Распространены преимущественно в тропиках. Жуки и личинки живут в древесине больных и мёртвых деревьев, в изделиях из неё, реже в семенах злаков, зерне. Многие виды повреждают лесоматериалы.
В Европейской части России обычен капюшонник обыкновенный (Bostrichus capucinus), чёрный, с красными надкрыльями и брюшком.
Вид Bostrychoplites cornutus имеет большие отличительные рога, расположенные на грудке. Этот вид распространён в Африке и на Аравийском полуострове.

## Палеонтология
Древнейшие капюшонники были найдены в меловом шарантийском янтаре. Также семейство известно из бирманского янтаря. 

## Классификация
Семейство насчитывает около 700 видов, расположенных в 8 подсемействах (указаны только некоторые роды):
- Подсемейство Alitrepaninae Peng, Jiang, Engel & Wang, 2022
  - Род †Poinarinius
    - †Poinarinius aristovi, P. antonkozlovi, P. lesnei, P. perkovskyi, P. zahradniki, P. borowskii, P. cretaceus
- Подсемейство Bostrichinae
  - Триба Apatini
  - Триба Bostrichini
    - Род Капюшонники (род) (Bostrichus Miiller)
      - Капюшонник красный (Bostrichus capucinus Linnaeus) (обыкновенный)

    - Род Lichenophanes Lesne
      - Капюшонник изменчивый (Lichenophanes varius Illiger)

  - Триба Dinapatini
  - Триба Sinoxylini
    - Род Sinoxylon Duftschmied
      - Синоксилон (Sinoxylon perforans Schrank)
      - Синоксилон шестизубчатый (Sinoxylon sexdentatus ОДол)

  - Триба Xyloperthini
    - Род Infrantenna
      - Infrantenna fissilis

    - Род Xylonites Laswe
      - Бострихид вдавленный дубовый (Xylonites retusus Olson)

    - Род Xylotillus Duftschmied
      - Бострихид липовый (Xylotillus lindi Blackburn)
- Подсемейство Dinoderinae
  - Род Dinoderus Stephens
    - Капюшонник бамбуковый (Dinoderus minutus Fabricius)

  - Род Rhizopertha Stephens
    - Точильщик зерновой (Rhizopertha dominica Fabricius)

  - Род Stephanopachys Watt
    - Капюшонник бороздчатый (Stephanopachys linearis Kugelann)
- Подсемейство Dysidinae
- Подсемейство Euderiinae
- ? Подсемейство Lyctinae
  - Триба Lyctini
  - Триба Trogoxylini
- Подсемейство Polycaoninae
- Подсемейство Psoinae